# Смолин, Виталий Николаевич
Виталий Николаевич Смолин (9 ноября 1961) — советский и российский футболист, полузащитник.
Воспитанник ДЮСШ № 3 г. Орла. За местную команду «Спартак» выступал в 1983—1985, 1988, 1996—1997 годах, провёл во второй и третьей лигах 149 игр, забил два мяча. В 1991 году играл во второй низшей лиге за «Горняк» Хромтау, следующие два сезона в составе команды выступал в чемпионате Казахстана.
После окончания карьеры игрока — заместитель директора по спортивно-массовой работе СДЮСШОР (СШОР) «Русичи», награждён Почётной грамотой губернатора Орловской области (2016).